# Yenew Alamirew
Yenew Alamirew (* 27. května 1990) Etiopie, je vytrvalostní běžec na tratích 1500 m až 15 km.
Držitel rekordu mítinku Diamantové ligy Qatar Athletic Super Grand Prix v Dauhá na trati 3000 m s časem 7:27,26 z května 2011 a na 5000 m na šanghajské Shanghai Golden Grand Prix s časem 13:04.83 v květnu 2014.

## Osobní rekordy
- Běh na 1500 m (stadion) – 3:35,09 Eugene (2011)
- Běh na 1 míli (stadion) – 3:50,43 Eugene (2011)
- Běh na 3000 m (stadion) – 7:27,26 Dauhá (2011)
- Běh na 3000 m (hala) – 7:27,80 Stuttgart (2011)
- Běh na 5000 metrů (stadion) – 12:48,77 Paříž (2012)
- Běh na 10 km – 28:22 Zaandam (2015)
- Běh na 15 km (silnice) – 42:30 Nijmegen (2014)